# Kasari (rivier)
Kasari is een smalle maar lange rivier in het noordwesten van Estland. Hij loopt van het dorpje Pajaka Tammik, zo'n 35 km ten zuiden van de hoofdstad Tallinn, tot aan de Baai van Matsalu.